# 女性と地域活性推進機構
一般社団法人女性と地域活性推進機構 (略称：WAO "Woman & Regional Activity Propulsion Organization" )は、「年齢にかかわることなく、すべての女性が業種・職種の枠を超えて、働き方を自ら選択し、やりがいを持って社会参加できる地域社会を創ります。」を理念に掲げて活動をおこなっている一般社団法人である。

## 概要
事業目的は以下の通り。
1. 人材育成　―向上心や可能性を持った女性に対し、その可能性を拡げ、新しい価値を創造できる人財育成を行うことを目的とします。
2. 事業者支援　―事業者を支援することにより、社会に貢献できる女性の人材を輩出することをもって活力ある日本の未来づくりに寄与することを目的とします。
3. 機会創出　―医療・福祉・介護をＩＴでつなぎ女性の再雇用の機会創出を最大のミッションとします。